# Новоромановская
Новоромановская — станица в Тихорецком районе Краснодарского края России. Входит в состав Терновского сельского поселения.
Население ↘302 чел. (2010).

## География
Станица расположена в степной зоне, на берегу реки Терновка (приток Еи), в 7 км к северу от центра сельского поселения — станицы Терновской.

## История
Посёлок (хутор) Николаевский был основан в 1875 году, в 1914 году преобразован в станицу Новоромановскую.

## Население
| 2002 | 2010 |
| ---- | ---- |
| 333  | ↘302 |

В 2007 году число жителей составляло 350 чел., число хозяйств — 133.